# Baras (Catanduanes)
Baras is een gemeente in de Filipijnse provincie Catanduanes op het gelijknamige eiland. Bij de laatste census in 2007 had de gemeente bijna 12 duizend inwoners.

## Geografie

### Bestuurlijke indeling
Baras is onderverdeeld in de volgende 29 barangays:
| - Abihao - Agban - Bagong Sirang - Batolinao - Benticayan - Buenavista - Caragumihan - Danao - Eastern Poblacion - Ginitligan - Guinsaanan - J. M. Alberto - Macutal - Moning - Nagbarorong | - Osmeña - P. Teston - Paniquihan - Puraran - Putsan - Quezon - Rizal - Sagrada - Salvacion - San Lorenzo - San Miguel - Santa Maria - Tilod - Western Poblacion |

## Demografie
Baras had bij de census van 2007 een inwoneraantal van 11.787 mensen. Dit zijn 134 mensen (1,1%) meer dan bij de vorige census van 2000. De gemiddelde jaarlijkse groei komt daarmee uit op 0,16%, hetgeen lager is dan het landelijk jaarlijks gemiddelde over deze periode (2,04%). Vergeleken met de census van 1995 is het aantal mensen met -56 (-0,5%) toegenomen.

De bevolkingsdichtheid van Baras was ten tijde van de laatste census, met 11.787 inwoners op 109,5 km², 107,6 mensen per km².